# Rhinogobius linshuiensis
Rhinogobius linshuiensis är en fiskart som beskrevs av Chen, Miller, Wu och Fang 2002. Rhinogobius linshuiensis ingår i släktet Rhinogobius och familjen smörbultsfiskar. Inga underarter finns listade i Catalogue of Life.